# Cohetes fantasmas

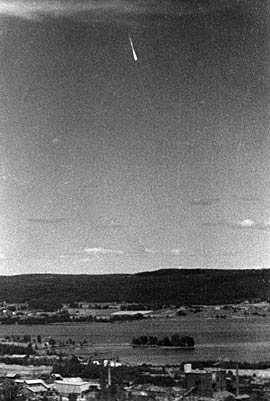
Un posible cohete fantasma o un meteorito fotografiado el 9 de julio de 1946 por Erik Reuterswärd. El ejército sueco no se mostró seguro de determinar su origen.

Los cohetes fantasmas (en sueco: Spökraketer; también llamados cohetes fantasmas escandinavos) fueron una serie de cohetes, o de objetos voladores no identificados en forma de misil, avistados principalmente en Suecia y Finlandia a lo largo de 1946.
Los primeros informes de estos cohetes fueron registrados por observadores finlandeses el 26 de febrero de 1946. Entre mayo y diciembre de ese año, se registraron alrededor de 2.000 avistamientos, habiendo un pico de dicha presencia entre los días 9 y 11 de agosto, fechas coincidentes con la lluvia de meteoros de las perseidas. Se verificaron doscientos avistamientos con retornos de radar, y las autoridades recuperaron fragmentos físicos atribuidos a dichos cohetes fantasmas.
Las investigaciones concluyeron que muchos avistamientos de estos cohetes fantasmas probablemente fueron causados por meteoritos, lo que se comprobaba en los hallazgos del mes de agosto coincidiendo con la lluvia de meteoros. No obstante, la mayoría de los avistamientos de cohetes fantasmas no ocurrieron durante dicha actividad meteórica, y además mostraron características inconsistentes con dichos cuerpos celestes, como la maniobrabilidad reportada.
En 1946, se pensó que se originaron en la antigua instalación de cohetes alemana en Peenemünde, siendo pruebas de largo alcance por parte de los soviéticos de misiles alemanes V-1 o V-2 capturados, o tal vez fueron otra forma temprana de misil de crucero debido a las formas en que a veces se les veía maniobrar. Esto llevó al ejército sueco a emitir una directiva que establecía que los periódicos no debían informar la ubicación exacta de los avistamientos de cohetes fantasmas, ni ninguna otra información sobre la dirección o la velocidad del objeto.

## Descripción y primeras investigaciones

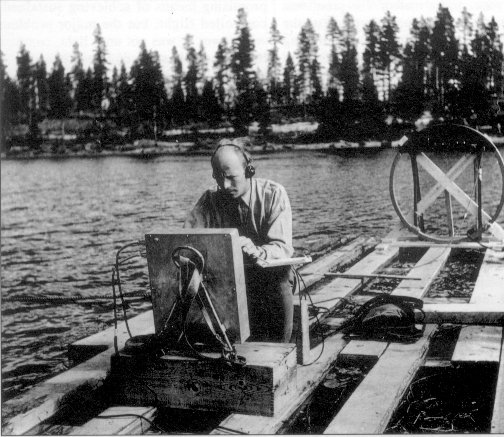
El oficial de la Fuerza Aérea Sueca Karl-Gösta Bartoll busca un "cohete fantasma" que se estrelló contra el lago Kölmjärv el 19 de julio de 1946.

La primera teoría que apuntaba hacia un origen soviético fue rechazada por investigadores militares suecos, británicos y estadounidenses porque nunca se encontraron fragmentos de cohetes reconocibles y, según algunos avistamientos, los objetos generalmente no dejaban rastro de escape, algunos se movían demasiado lento y generalmente volaban horizontalmente, a veces viajaban y maniobraban en formación, y generalmente estaban en silencio, sin emisión de ruido característico de un bólido.
Los avistamientos con mayor frecuencia consistían en objetos en forma de cohetes o misiles de vuelo rápido, sin alas, visibles por solo unos segundos. También se conocen casos de objetos en forma de cigarro que se movían más lentamente. A veces se informaba de un silbido o una vibración.
Los choques no eran infrecuentes, y cuando ocurrían casi siempre sucedían en zonas de lagos. Se hicieron informes de objetos que se estrellaron contra un lago, luego se impulsaron a través de la superficie antes de hundirse, así como choques comunes. El ejército sueco realizó varias inmersiones en los lagos afectados poco después de los choques, pero no encontró nada más que ocasionales cráteres en el fondo del lago o arrancado de plantas acuáticas.
El más conocido de estos accidentes ocurrió el 19 de julio de 1946 en el lago sueco de Kölmjärv. Los testigos informaron de un objeto gris con forma de cohete con alas que se estrellaban en el lago. Un testigo entrevistado escuchó un trueno, posiblemente el objeto explotando. Sin embargo, una búsqueda militar de 3 semanas llevada a cabo en intenso secreto no arrojó nada.
Inmediatamente después de la investigación, el oficial de la Fuerza Aérea Sueca que dirigió la búsqueda, Karl-Gösta Bartoll, presentó un informe en el que afirmó que el fondo del lago había sido perturbado pero no se había recuperado nada y que "hay muchos indicaciones de que el objeto Kölmjärv se desintegró... probablemente el objeto fue fabricado en un material liviano, posiblemente una especie de aleación de magnesio que se desintegraría fácilmente y no daría indicaciones en nuestros instrumentos". Cuando Bartoll fue entrevistado más tarde en 1984 por el investigador sueco Clas Svahn, nuevamente dijo que su investigación sugirió que el objeto se desintegró en gran medida en el vuelo e insistió en que "lo que la gente veía eran objetos reales, físicos".
El 10 de octubre de 1946, el personal de defensa sueco declaró públicamente que "la mayoría de las observaciones son vagas y deben tratarse con escepticismo. En algunos casos, sin embargo, se han hecho observaciones claras y sin ambigüedades que no pueden explicarse como fenómenos naturales, aviones suecos o imaginación por parte del observador. El eco, el radar y otros equipos registraron lecturas pero no dieron pistas sobre la naturaleza de los objetos".
El 3 de diciembre de 1946, se redactó un memorándum para el comité sueco que investigaba dicho fenónemno alegando que se habían reportado "casi cien impactos y el Instituto Sueco de Investigación de Defensa Nacional (FOA) ha recibido y examinado treinta piezas de escombros". De los casi 1000 informes recibidos por el personal de defensa sueco hasta el 29 de noviembre, 225 se consideraron observaciones de "objetos físicos reales" y cada uno se había visto a plena luz del día.

## Intervención estadounidense
A principios de agosto de 1946, el teniente sueco Lennart Neckman, de la División de Defensa Aérea del Estado Mayor de Defensa, vio algo que era "sin duda un proyectil de cohete". El 14 de agosto de 1946, el diario estadounidense New York Times informó que el subsecretario de Estado Dean Acheson estaba "muy interesado" en los informes de los cohetes fantasmas, al igual que la inteligencia de las Fuerzas Aéreas del Ejército de los Estados Unidos. Apenas unos días más tarde, el 20 de agosto, el mismo diario informó que dos expertos estadounidenses en guerra aérea, los generales James H. Doolittle y David Sarnoff, viajaban a Estocolmo, aparentemente en un viaje de negocios, independientemente uno del otro. La explicación oficial fue que Doolittle, quien entonces era vicepresidente de Shell Oil Company, estaba inspeccionando las sucursales de Shell en Europa, mientras que Sarnoff, un exmiembro del personal de Londres del general Dwight D. Eisenhower, estaba estudiando el mercado de los equipos de radiotransmisión. Sin embargo, la historia del New York Times indicaba que el Jefe del Estado Mayor de Defensa de Suecia no ocultaba que "estaba extremadamente interesado en pedir consejo a los dos generales y, de ser posible, presentaría todos los informes disponibles ante ellos". Doolittle y Sarnoff fueron informados de que en varias ocasiones los cohetes fantasmas habían sido rastreados en el radar. Sarnoff fue citado más tarde por el rotativo neoyorquino el 30 de septiembre diciendo que estaba "convencido de que los cohetes fantasma no son un mito, sino misiles reales".
El 22 de agosto de 1946, el director del Grupo Central de Inteligencia (CIG), el teniente general Hoyt Vandenberg, escribió un memorándum de alto secreto para el presidente Harry S. Truman, quizás basado en parte en información de Doolittle y Sarnoff. Vandenberg declaró que el "peso de la evidencia" señalaba a Peenemünde como el origen de los misiles, que el "oficial militar sueco clave" de Moscú le había dicho al agregado militar que el trazado del curso del radar había llevado a la conclusión de que Peenemünde era el sitio de lanzamiento. El CIG especuló que los misiles eran desarrollos de alcance extendido de V-1 destinados al golfo de Botnia con fines de prueba y no sobrevolar el territorio sueco específicamente para intimidación; siendo autodestruidos por una pequeña carga de demolición".

## Opinión militar sueca

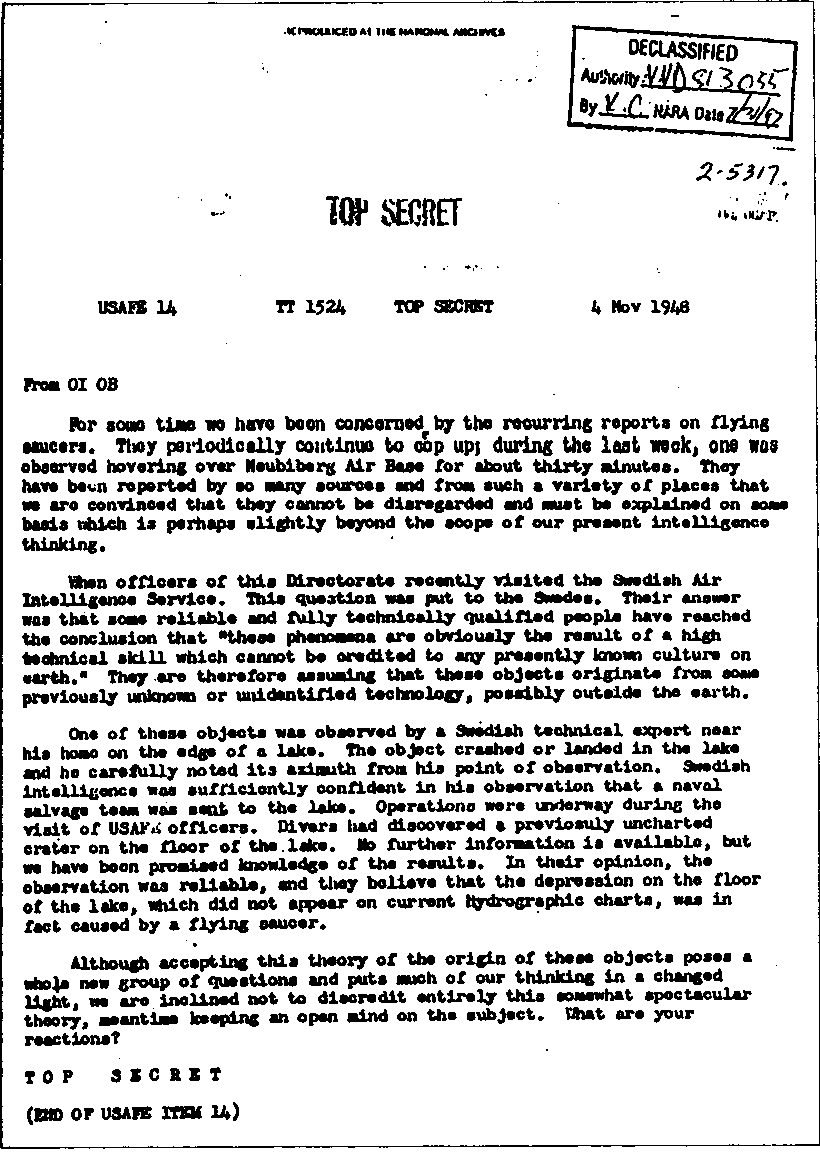
Informe desclasificado de la USAF de 1948 citando la posibilidad de origen extraterrestre de los cohetes fantasmas

Aunque la opinión oficial del ejército sueco y estadounidense no fue del todo concluyente, un documento de la USAFE del 4 de noviembre de 1948 indicaba que algunos investigadores creían en el origen de los cohetes fantasmas como elementos u objetos de origen desconocido. Dicho documento, desclasificado en 1997, establecía lo siguiente.

"Durante algún tiempo nos han preocupado los informes recurrentes sobre platillos voladores. Periódicamente continúan apareciendo; durante la última semana, se observó a uno flotando sobre la Base Aérea de Neubiberg durante unos treinta minutos. Han sido reportados por muchas fuentes y de tal variedad de lugares que estamos convencidos de que no pueden ser ignorados y deben explicarse sobre una base que tal vez esté un poco más allá del alcance de nuestro pensamiento de inteligencia actual.

Cuando los oficiales de esta Dirección visitaron recientemente el Servicio Sueco de Inteligencia Aérea, se les hizo esta pregunta a los suecos. Su respuesta fue que algunas personas confiables y totalmente cualificadas llegaron a la conclusión de que estos fenómenos son obviamente el resultado de una alta habilidad técnica que no puede acreditarse a ninguna cultura actualmente conocida en la tierra. Por lo tanto, están asumiendo que estos objetos se originan de alguna tecnología previamente desconocida o no identificada, posiblemente fuera de la Tierra".

El documento también menciona la búsqueda e investigación del accidente de un platillo volador en un lago sueco que realizó un equipo de rescate naval sueco con el descubrimiento de un cráter previamente desconocido en el fondo del lago que se cree que fue causado por el objeto (posiblemente haciendo referencia al incidente del lago Kölmjärv). El documento termina con la afirmación de que "estamos inclinados a no desacreditar por completo esta teoría algo espectacular [de origen extraterrestre], mientras tanto mantenemos una mente abierta sobre el tema".

## Investigación gubernamental griega
Los informes de los cohetes fantasmas no se limitaron a los países escandinavos. Objetos similares también fueron reportados a principios del mes siguiente [de 1946] por unidades del ejército británico en Grecia, especialmente alrededor de Salónica. En una entrevista el 5 de septiembre de 1946, el primer ministro griego, Konstantinos Tsaldaris, también informó que se habían visto varios proyectiles sobre Macedonia y Tesalónica el 1 de septiembre. A mediados de septiembre, también se los vio en Portugal y luego en Bélgica y el norte de Italia.
El gobierno griego llevó a cabo su propia investigación, con su principal científico, el físico Paul Santorinis al cargo. Santorinis había desarrollado la espoleta de proximidad en la primera bomba atómica y tenía patentes sobre sistemas de guía para misiles Nike y sistemas de radar. Santorinis fue provisto por el ejército griego con un equipo de ingenieros para investigar lo que nuevamente se creía que eran misiles soviéticos sobrevolando Grecia.
En una conferencia de 1967 a la Sociedad Astronómica Griega, transmitida por la Radio de Atenas, Santorinis reveló públicamente lo que se había encontrado en su investigación de 1947. "Pronto establecimos que no eran misiles. Pero, antes de que pudiéramos hacer algo más, el Ejército, después de consultar con funcionarios extranjeros (presumiblemente el Departamento de Defensa de Estados Unidos), ordenó detener la investigación. Científicos extranjeros [desde Washington] volaron a Grecia para hablar conmigo". Más tarde, Santorinis dijo a investigadores de ovnis como Raymond Fowler que se habló de conversación privada y de secreto de Estado porque los funcionarios tenían miedo de admitir una tecnología superior contra la cual "no tenemos posibilidad de defensa".